# Săvădisla
Săvădisla (Hongaars: Tordaszentlászló) is een gemeente in Cluj. Săvădisla ligt in de regio Transsylvanië, in het westen van Roemenië.
- Bij de volkstelling van 1992 waren van de 4.777 inwoners 2484 (52%) Hongaar, 2.247 (47%) Roemeen en 45 (1%) Roma.
- In 2011 waren van de 4.392 inwoners er  2268 Hongaars (52%), 1950 Roemeen (44%) en 78 Roma.

De gemeente bestaat uit de dorpen: Finișel (Kisfenes), Hășdate (Hasadát), Lita (Oláhléta), Liteni (Magyarléta), Săvădisla (Tordaszentlászló), Stolna (Isztolna), Vălișoara (Járarákos) en Vlaha	(Magyarfenes). Drie dorpen worden vooral bewoond door etnische Hongaren; Liteni (Magyarléta), Săvădisla (Tordaszentlászló) en Vlaha (Magyarfenes). De andere dorpen kennen een Roemeenstalige bevolking. De Hongaarse dorpen worden gerekend tot de etnische regio Kalotaszeg.
De gemeente heeft een Hongaarse burgemeester: Tamás Gebe András.

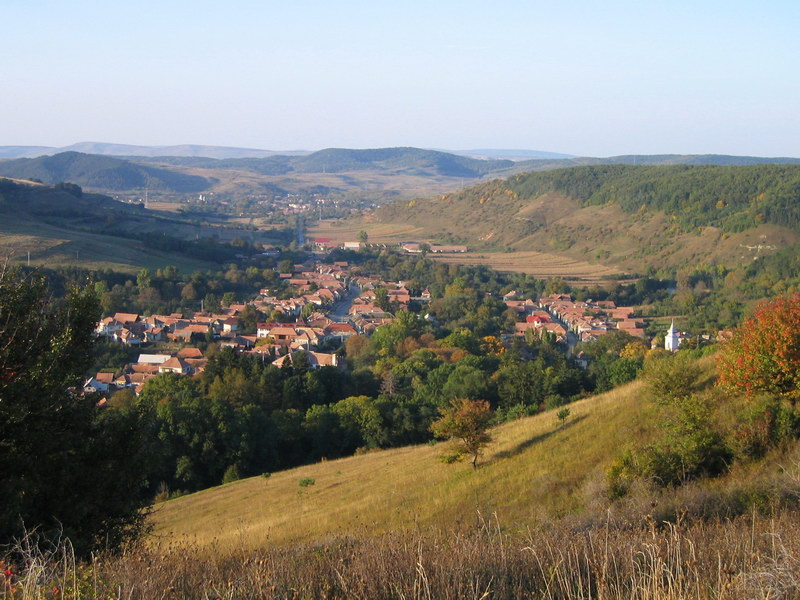
Gemeente Săvădisla

Steden met gemeentestatus: Cluj-Napoca · Turda · Câmpia Turzii · Dej · Gherla

Stad zonder gemeentestatus: Huedin

Gemeenten: Aghireșu · Aiton · Aluniș · Apahida · Așchileu Mare · Baciu · Băișoara · Beliș · Bobâlna · Bonțida · Borșa · Buza · Căianu · Călățele · Cămărașu · Căpușu Mare · Cășeiu · Cătina · Câțcău · Ceanu Mare · Chinteni · Chiuiești · Ciucea · Ciurila · Cojocna · Cornești · Cuzdrioara · Dăbâca · Feleacu · Fizeșu Gherlii · Florești · Frata · Gârbău · Geaca · Gilău · Iara · Iclod · Izvoru Crișului · Jichișu de Jos · Jucu · Luna · Măguri-Răcătău · Mănăstireni · Mărgău · Mărișel · Mica · Mihai Viteazu · Mintiu Gherlii · Mociu · Moldovenești · Negreni · Pălatca · Panticeu · Petreștii de Jos · Ploscoș · Poieni · Râșca · Recea-Cristur · Săcuieu · Săndulești · Săvădisla · Sânncraiu · Sânmartin · Sânpaul · Someșeni · Sic · Suatu · Tritenii de Jos · Tureni · Țaga · Unguraș · Vad · Valea Ierii · Viișoara · Vultureni